# Xã Richland, Quận Story, Iowa
Xã Richland (tiếng Anh: Richland Township) là một xã thuộc quận Story, tiểu bang Iowa, Hoa Kỳ. Năm 2010, dân số của xã này là 352 người.